# Santa Maria do Suaçuí
Santa Maria do Suaçuí is een gemeente in de Braziliaanse deelstaat Minas Gerais. De gemeente telt 14.931 inwoners (schatting 2009).

## Aangrenzende gemeenten
De gemeente grenst aan Água Boa, José Raydan en São Sebastião do Maranhão.